# IRIS Group
IRIS Group (abréviation de Image Recognition Integrated Systems Group) est une société informatique d'origine belge, créée en 1987 et détenue à 100 %, depuis 2013, par la société japonaise Canon. IRIS est spécialisée dans la gestion de l'information, proposant des produits et des services aux entreprises, aux administrations publiques et aux particuliers, notamment des solutions de reconnaissance optique de caractères et de lecture automatique de document. Son siège est à Louvain-la-Neuve, dans le Brabant wallon.

## Historique

### D'une thèse de doctorat à une start-up
En 1981, deux jeunes chercheurs, Pierre De Muelenaere et Jean-Didier Legat, travaillent sur la mise au point d'un système informatisé de reconnaissance d'images au sein du laboratoire de microélectronique de l'Université catholique de Louvain,. Les recherches sont financées par l'Institut pour l'encouragement de la recherche scientifique dans l'industrie et l'agriculture en vue d'une thèse de doctorat. Ils sont encouragés, dans leurs travaux, par le patron du laboratoire, le professeur Paul Jespers. Celui-ci les aide, dès 1984, à trouver des investisseurs pour un prototype de carte électronique permettant de lire des textes imprimés. Après un refus de la Région wallonne, le holding Ackermans van Haaren accepte d'investir 75 millions de francs belges. Le prototype est développé, en 1985, aux États-Unis et au Japon et la première version commerciale porte le nom de Texiris. En février 1987, De Muelenaere et Legat présentent leur thèse de doctorat intitulée Étude et implémentation d'un algorithme de reconnaissance des caractères : Conception d'un circuit intégré NMOS de test. Dans la foulée, il crée leur entreprise IRIS, spécialisée dans la reconnaissance optique de caractères. Christian Boon Falleur est choisi par Ackermans van Haaren pour en être l'administrateur délégué. Pierre De Muelenaere prend en charge le poste de directeur de la recherche et du développement.

### Débuts peu encourageants
Le monde de l'informatique change rapidement à la fin des années 1980. Les machines à écrire disparaissent petit à petit laissant la place aux ordinateurs couplés avec une imprimante. Les textes produits réunissent désormais sur une même page des mots dans différentes polices de caractère. Une nouvelle difficulté pour la reconnaissance optique. De plus, le secteur compte une cinquantaine de concurrents. La vente des produits s'élève à seulement 15 millions de francs belges, en 1988, loin de l'investissement d'Ackermans van Haaren, qui décide de revendre. De son côté, Jean-Didier Legat décide, lui aussi, de quitter la société et part enseigner à l'UCL. Pierre De Muelenaere ne désepère pas et trouve un nouveau partenaire : la société Prodata. Celle-ci rachète les parts d'Ackermans van Haren, en 1991, mais aussi celles détenue par l'université. Pierre Rion devient administrateur délégué aux côtés de Pierre de Muelenaere. La division « Business development » de Prodata, dirigée par Rion, intègre désormais IRIS.

### Premiers bénéfices et indépendance
Le début des années 1990 est encourageant. IRIS décroche des contrats à la gendarmerie belge et pour les centre de contrôle technique automobile. La technologie évolue également et IRIS se tourne vers des solutions logicielles puisque les ordinateurs sont désormais équipés de microprocesseurs. IRIS lance alors le logiciel Readiris en 1990.
Mais Prodata connaît des problèmes financiers qui risquent de faire couler également IRIS. Pierre De Muelenaere et Pierre Rion négocient alors un management buy-out et rachètent l'entreprise en 1992. Les profits de l'entreprise serviront à rembourser l'emprunt jusqu'en 1996.

### La société se développe
IRIS continue son développement. Elle décroche des contrats importants auprès de la Chambre des députés au Luxembourg ou de banques belges (BBL, Fortis,...), fournissant des solutions de lecture de formulaires ou de gestion électronique de documents. En 1994, l'IRISPen est lancé. Il s'agit d'un petit scanner en forme de stylo, qui permet de numériser du texte imprimé et de l'importer sur son ordinateur sous forme de texte traitable. Le produit est récompensé par de nombreux prix et permet à IRIS de se développer internationalement.  Elle ouvre ainsi des filiales en France et aux États-Unis, en 1996.  
En 1997, le remboursement du management buy-out est terminé. Le capital est augmenté par l'apport de nouveaux actionnaires, notamment, le groupe phramaceutique américain Parexel (10 %), le groupe financier belge Kredietbank (8 %) et la société belge spécialisée dans la reconnaissance vocale Lernout & Hauspie (2 %). De Muelenaere et Rion conservent 60 % de la société.

### Introduction en bourse
En mai 1999, IRIS rentre à la bourse de Bruxelles. La société est alors valorisée à 2 milliards de francs belges. À cette date, Pierre De Muelenaere et Pierre Rion possèdent encore 58,4 % des parts de l'entreprise. Cette introduction en bourse devait faire descendre leur participation à 20 %.

### Croissance internationale
Les années 1999 et 2000 connaissent une croissance importante : chaque année, le chiffre des ventes double.
IRIS se développe notamment en France, dès 2000, en acquérant la société Sepsi spécialisée dans la lecture de formulaires, puis Euriged et Amos Monétique. Euriged apporte des développements techniques, alors qu'Amos amène des clients et une filiale aux États-Unis. IRIS devient ainsi numéro 1 dans son secteur, en France.  Mais le succès ne s'arrête pas là. Une version allégée de ReadIRIS équipe désormais les scanners de la marque américaine HP, succédant ainsi à un de ses concurrents, l'américain Caere.
La société grandit. En 1999, elle comptait 97 employés. Trois ans, plus tard, elle en compte 250. Du côté du management, Étienne Van de Kerckhove remplace Pierre Rion, en 2000, comme administrateur délégué. Il fait donc partie du Comité exécutif avec De Muelenaere mais aussi Serge Dahan pour le marché français et Colette Darconat pour le marché luxembourgeois.
IRIS continue son développement en déposant divers brevets et en négociant des partenariats avec des sociétés telles qu'Adobe Systems, Kodak, Fujitsu ou Canon.

### IRIS devient une filiale de Canon
En juillet 2009, la société japonaise Canon rachète 17 % de la société belge, suscitant des réticences et des craintes au sein même d'IRIS. Ce qui ne devait être qu'une collaboration en vue de « travailler ensemble à l'intégration de solutions technologiques qui apportent une valeur ajoutée à la clientèle » se transforme, en septembre 2012, en une annonce d'offre publique d'achat (OPA) sur IRIS. Canon offre ainsi 44,50 € par action dans le but d'acquérir l'ensemble des parts de la société. L'offre est amicale et soutenue par le Conseil d'administration d'IRIS qui a approuvé le rachat à l'unanimité. L'OPA se déroule entre le 6 février et le 20 mars 2013 et se termine avec succès. IRIS quitte la bourse, le 26 juin 2013. 
En septembre 2015, Pierre De Muelenaere quitte la société qu'il a créée et est remplacé par le Français Hubert Bro, qui travaille chez Canon depuis 30 ans. Au départ de son fondateur, la société reste l'une des trois actives dans la reconnaissance optique de caractères avec la russe ABBYY et l'américaine Nuance.
ABBY n'est pas une entreprise russe, mais étatsunienne enregistrée au registre du commerce de Californie :
https://bizfileonline.sos.ca.gov/search/business

## Résultats financiers

### Comptes non consolidés depuis 2005
| (en euros)                                | 2015      | 2014      | 2013      | 2012      | 2011      | 2010      | 2009      | 2008      | 2007      | 2006      | 2005      |
| ----------------------------------------- | --------- | --------- | --------- | --------- | --------- | --------- | --------- | --------- | --------- | --------- | --------- |
| Ventes et prestations                     | 2.605.706 | 2.527.978 | 2.629.350 | 2.578.135 | 2.318.496 | 2.103.913 | 2.297.869 | 2.369.667 | 2.104.260 | 1.011.388 | 587.332   |
| Coût des ventes et des prestations        | 2.533.109 | 2.383.869 | 2.495.838 | 2.671.085 | 2.239.626 | 2.075.751 | 2.225.381 | 2.453.639 | 2.082.558 | 1.055.272 | 811.166   |
| Bénéfice/Perte d'exploitation             | 148.284   | 144.110   | 133.512   | -92.950   | 78.870    | 28.162    | 72.488    | -83.972   | 21.703    | -43.883   | -223.834  |
| Bénéfice/Perte de l'exercice avant impôts | 1.657.579 | 1.101.021 | 951.980   | 504.067   | 653.297   | 3.620.114 | 6.647.445 | 2.137.412 | 2.488.716 | 2.272.929 | 1.090.433 |

### Comptes consolidés de 2006 à 2012
| (en milliers d'euros)                | 2012               | 2011               | 2010               | 2009               | 2008               | 2007               | 2006               |
| Chiffre d'affaires                   | Chiffre d'affaires | Chiffre d'affaires | Chiffre d'affaires | Chiffre d'affaires | Chiffre d'affaires | Chiffre d'affaires | Chiffre d'affaires |
| ------------------------------------ | ------------------ | ------------------ | ------------------ | ------------------ | ------------------ | ------------------ | ------------------ |
| Division « Products & Technologies » | 21.660             | 20.380             | 16.940             | 18.325             | 16.531             | 13.291             | 12.004             |
| Division « Professional solutions »  | 78.326             | 100.912            | 102.549            | 84.569             | 92.794             | 81.771             | 69.752             |
| Total du groupe IRIS                 | 99.986             | 121.292            | 119.489            | 102.894            | 109.326            | 95.062             | 81.756             |
| Marge brute                          |                    |                    |                    |                    |                    |                    |                    |
| Total du groupe IRIS                 | 61.620             | 61.226             | 59.520             | 59.344             | 58.384             |                    |                    |